# 埃贝尔四世 (韦尔芒杜瓦)
埃贝尔四世，全称埃贝尔四世・德・韦尔芒杜瓦（法語：Herbert IV de Vermandois，1028年 — 1080年），在1045年至1080年间担任韦尔芒杜瓦伯爵，在1077年至1080年间担任瓦卢瓦伯爵，同时其也是最后一位无争议的有实际封地管辖权的加洛林家族男性成员。

## 简介
埃贝尔四世是韦尔芒杜瓦伯爵奥东和帕维亚的儿子，在1045年5月25日，即奥东死亡当天继承韦尔芒杜瓦伯爵之位。并以韦尔芒杜瓦伯爵的身份于1059年5月23日出席了法国国王亨利一世之子腓力一世的加冕仪式。
埃贝尔四世于1059年左右与瓦卢瓦的阿德莱德结婚，二人共有两位子嗣。
1075年，法王腓力一世试图对埃贝尔四世妻子的兄弟西蒙・德・克雷皮治下的维辛伯爵领及瓦卢瓦伯爵领征税，西蒙则对此展开了反抗行动，但其最终在1077年不敌法王，被迫交出了瓦卢瓦伯爵之位给埃贝尔四世。西蒙治下的维辛伯爵领也被拆分，一部分成为王冠领地，另一部分则成为了诺曼底公国的一部分，西蒙自己则隐退至修道院。
埃贝尔四世于1080年去世，埃贝尔四世去世后其子厄德曾短暂地自埃贝尔四世处继承了韦尔芒杜瓦伯爵及瓦卢瓦伯爵之位，唯因其被宣称罹患精神疾病而被剥夺了韦尔芒杜瓦伯爵及瓦卢瓦伯爵的继承权，韦尔芒杜瓦伯爵及瓦卢瓦伯爵之位则于1085年转到了卡佩家族的于格一世及埃贝尔四世的女儿阿德莱德名下，标志着加洛林家族自此彻底失去有实际封地的男性领主。

## 子嗣
埃贝尔四世与瓦卢瓦的阿德莱德共有两位子嗣，其中一位为男性，一位为女性。
- 厄德（英语：Odo_I,_Count_of_Vermandois）（约1064年 — ？），被称为“蠢货”（法語：Fatuus），在1080年至1085年间短暂继承韦尔芒杜瓦伯爵及瓦卢瓦伯爵，但不受普遍承认，因其被宣称罹患精神疾病而被剥夺了韦尔芒杜瓦伯爵及瓦卢瓦伯爵的继承权，并于1085年丢失两个伯爵领的管辖权，同时其也是最后一位曾控制过实际领土的加洛林家族男性成员[9]。
- 阿德莱德（约1065年 — 1120年至1124年间），在1085年至1102年间担任韦尔芒杜瓦女伯爵及瓦卢瓦女伯爵，同时其也是最后一位有实际领土控制的加洛林家族成员[10][11]。